# Ablabesmyia
Ablabesmyia är ett släkte av tvåvingar som beskrevs av Oskar Augustus Johannsen 1905. Ablabesmyia ingår i familjen fjädermyggor.

## Dottertaxa tillAblabesmyia, i alfabetisk ordning[1][2]
- Ablabesmyia aequidensi
- Ablabesmyia alaskensis
- Ablabesmyia alba
- Ablabesmyia amamisimplex
- Ablabesmyia annandalei
- Ablabesmyia annulata
- Ablabesmyia annulatipes
- Ablabesmyia appendiculata
- Ablabesmyia aspera
- Ablabesmyia atromaculata
- Ablabesmyia aurea
- Ablabesmyia bianulata
- Ablabesmyia caliptera
- Ablabesmyia callicoma
- Ablabesmyia cinctipes
- Ablabesmyia costarricensis
- Ablabesmyia digitata
- Ablabesmyia dusoleili
- Ablabesmyia ebbae
- Ablabesmyia eggeri
- Ablabesmyia ensiceps
- Ablabesmyia formulosus
- Ablabesmyia freemani
- Ablabesmyia hauberi
- Ablabesmyia hilli
- Ablabesmyia idei
- Ablabesmyia illinoensis
- Ablabesmyia indicus
- Ablabesmyia infumata
- Ablabesmyia janta
- Ablabesmyia johannseni
- Ablabesmyia kisanganiensis
- Ablabesmyia limbata
- Ablabesmyia longistyla
- Ablabesmyia macrocercus
- Ablabesmyia maculitibialis
- Ablabesmyia mala
- Ablabesmyia mallochi
- Ablabesmyia melaleuca
- Ablabesmyia metica
- Ablabesmyia miki
- Ablabesmyia moniliformis
- Ablabesmyia monilis
- Ablabesmyia nilotica
- Ablabesmyia notabilis
- Ablabesmyia oriplanus
- Ablabesmyia ornatipes
- Ablabesmyia paivai
- Ablabesmyia parajanta
- Ablabesmyia pectinata
- Ablabesmyia peleensis
- Ablabesmyia phatta
- Ablabesmyia philosphagnos
- Ablabesmyia photophilus
- Ablabesmyia pictipes
- Ablabesmyia prorasha
- Ablabesmyia pruinosa
- Ablabesmyia pruninosa
- Ablabesmyia pseudornata
- Ablabesmyia pulchripennis
- Ablabesmyia pulchripes
- Ablabesmyia punctulata
- Ablabesmyia quadrinotata
- Ablabesmyia rasha
- Ablabesmyia reissi
- Ablabesmyia rhamphe
- Ablabesmyia rimae
- Ablabesmyia rubicundulus
- Ablabesmyia rufa
- Ablabesmyia setosicornis
- Ablabesmyia simpsoni
- Ablabesmyia subrecta
- Ablabesmyia sulphurea
- Ablabesmyia suturalis
- Ablabesmyia transversus
- Ablabesmyia truncata
- Ablabesmyia variipes
- Ablabesmyia virduliventris